# أجمل شمس
أجمل شمس هو سياسي أفغاني، ولد في 1972 في ولاية كنر في أفغانستان. حزبياً، نشط في Afghan Mellat Party ‏.